# Ґетамедж (Нагірний Карабах)
Гамзалі (азерб. Həmzəli) — село в Нагірному Карабасі, в Кубатлинському районі Азербайджану.